# Гетти (тауншип, Миннесота)
Гетти (англ. Getty) — тауншип в округе Стернс, Миннесота, США. На 2000 год его население составило 405 человек.

## География
По данным Бюро переписи населения США площадь тауншипа составляет 93,6 км², из которых 93,3 км² занимает суша, а 0,4 км² — вода (0,39 %).

## Демография
По данным переписи населения 2000 года здесь находились 405 человек, 116 домохозяйств и 99 семей.  Плотность населения —  4,3 чел./км².  На территории тауншипа расположено 119 построек со средней плотностью 1,3 построек на один квадратный километр. Расовый состав населения: 98,27 % белых, 0,25 % афроамериканцев, 0,25 % коренных американцев, 0,49 % азиатов, 0,25 % c Тихоокеанских островов и 0,49 % приходится на две или более других рас. Испанцы или латиноамериканцы любой расы составляли 0,25 % от популяции тауншипа.
Из 116 домохозяйств в 48,3 % воспитывались дети до 18 лет, в 75,0 % проживали супружеские пары, в 1,7 % проживали незамужние женщины и в 13,8 % домохозяйств проживали несемейные люди. 11,2 % домохозяйств состояли из одного человека, при том 4,3 % из — одиноких пожилых людей старше 65 лет. Средний размер домохозяйства — 3,49, а семьи — 3,78 человека.
36,8 % населения — младше 18 лет, 7,9 % — в возрасте от 18 до 24 лет, 26,9 % — от 25 до 44, 21,0 % — от 45 до 64, и 7,4 % — старше 65 лет. Средний возраст — 32 года. На каждые 100 женщин приходилось 107,7 мужчин.  На каждые 100 женщин старше 18 приходилось 118,8 мужчин.
Средний годовой доход домохозяйства составлял 43 839 долларов, а средний годовой доход семьи —  44 643 доллара. Средний доход мужчин —  26 250  долларов, в то время как у женщин — 20 385. Доход на душу населения составил 13 948 долларов. За чертой бедности находились 3,9 % семей и 3,1 % всего населения тауншипа, из которых 2,4 % младше 18 и 5,4 % старше 65 лет.